# Айльтс, Дитер
Ди́тер Айльтс (нем. Dieter Eilts; 13 декабря 1964, Упгант-Шот, ФРГ) — немецкий футболист и тренер. Выступал на позиции полузащитника.

## Карьера
Выходец из Восточной Фризии, Айльтс сыграл 390 игр и забил 7 голов в составе «Вердера». Айльтс считается одним из лучших открытий легендарного немецкого тренера Отто Рехагеля.
Айльтс провёл 31 матч в составе сборной Германии, с которой он в 1996 году выиграл чемпионат Европы.
После окончания карьеры в 2002 году Айльтс тренировал юношескую и молодёжную сборные Германии. В 2008 году Айльтс был назначен главным тренером «Ганзы», но 6 марта 2009 года он был уволен из-за плохих результатов.

## Достижения
«Вердер»
- Чемпион Германии (2): 1987/88, 1992/93
- Обладатель Кубка Германии (3): 1990/91, 1993/94, 1998/99
- Обладатель Кубка обладателей кубков: 1991/92

Сборная Германии
- Чемпион Европы: 1996